# Domagoj Duvnjak
Domagoj Duvnjak (* 1. Juni 1988 in Đakovo, SR Kroatien, SFR Jugoslawien) ist ein kroatischer Handballspieler, der als Rückraumspieler meist in der Mittelposition eingesetzt wird. Er wurde zum Welthandballer des Jahres 2013 gewählt.

## Karriere

### Verein

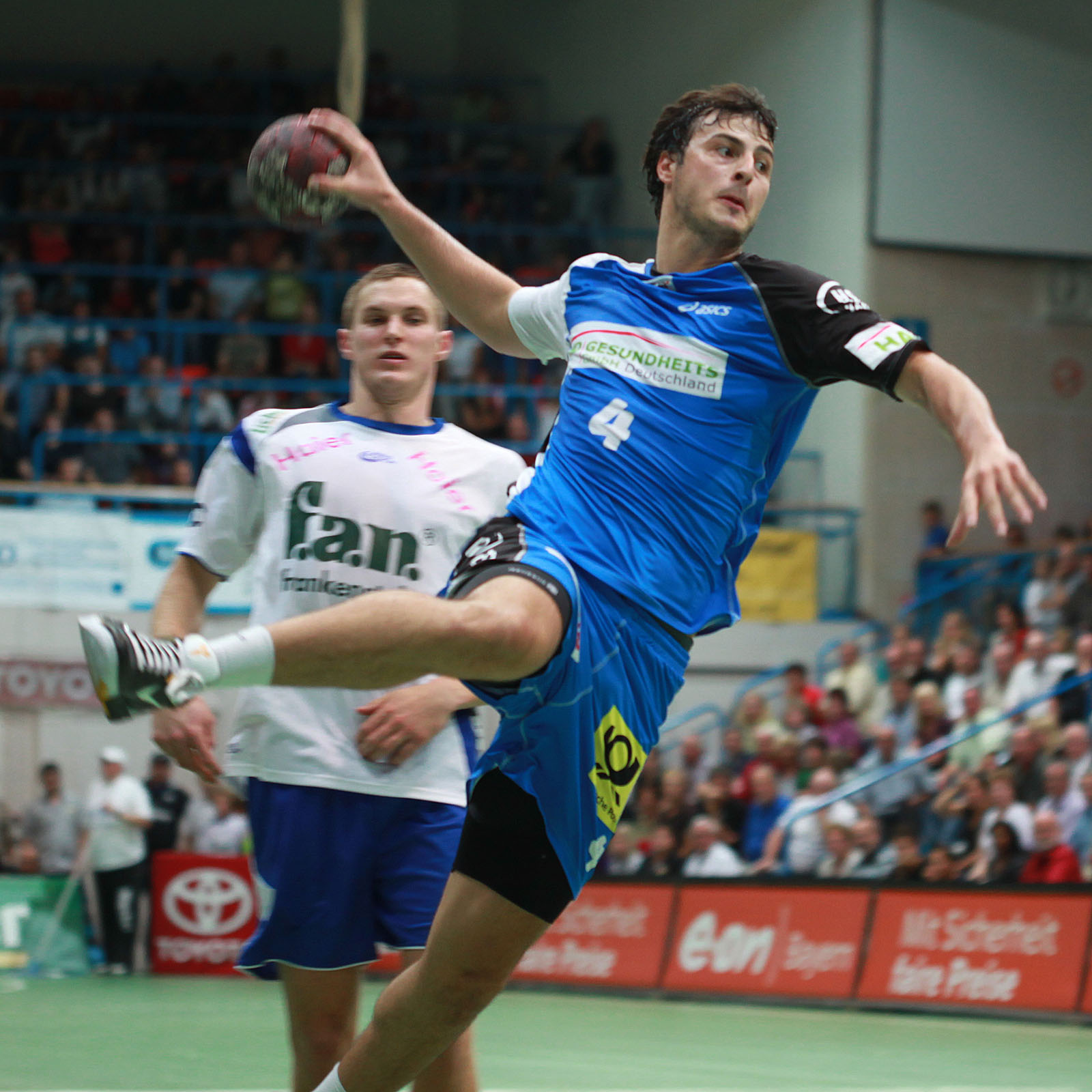
Domagoj Duvnjak in einem Bundesliga-Spiel

Duvnjak begann das Handballspielen in seinem Geburtsort bei RK Đakovo, bei dem er im Alter von  16 Jahren erstmals in der höchsten kroatischen Liga eingesetzt wurde. Ab der Saison 2006/07 spielte er beim kroatischen Club RK Zagreb. In seiner ersten Saison gewann Domagoj Duvnjak Meisterschaft und Pokal. Es folgten auch Spieleinsätze in der EHF-Champions-League-Saison 2007/08. Ab der Saison 2009/10 spielte er für den Bundesligisten HSV Hamburg. Ursprünglich sollte Duvnjak erst ab der Saison 2011/12 nach Hamburg wechseln. Doch der HSV Hamburg zahlte eine Ablöse, um den Spielmacher vorzeitig aus seinem Vertrag in Zagreb zu lösen. Durch diese Transaktion war er der bis dahin teuerste Handballspieler der Welt. 

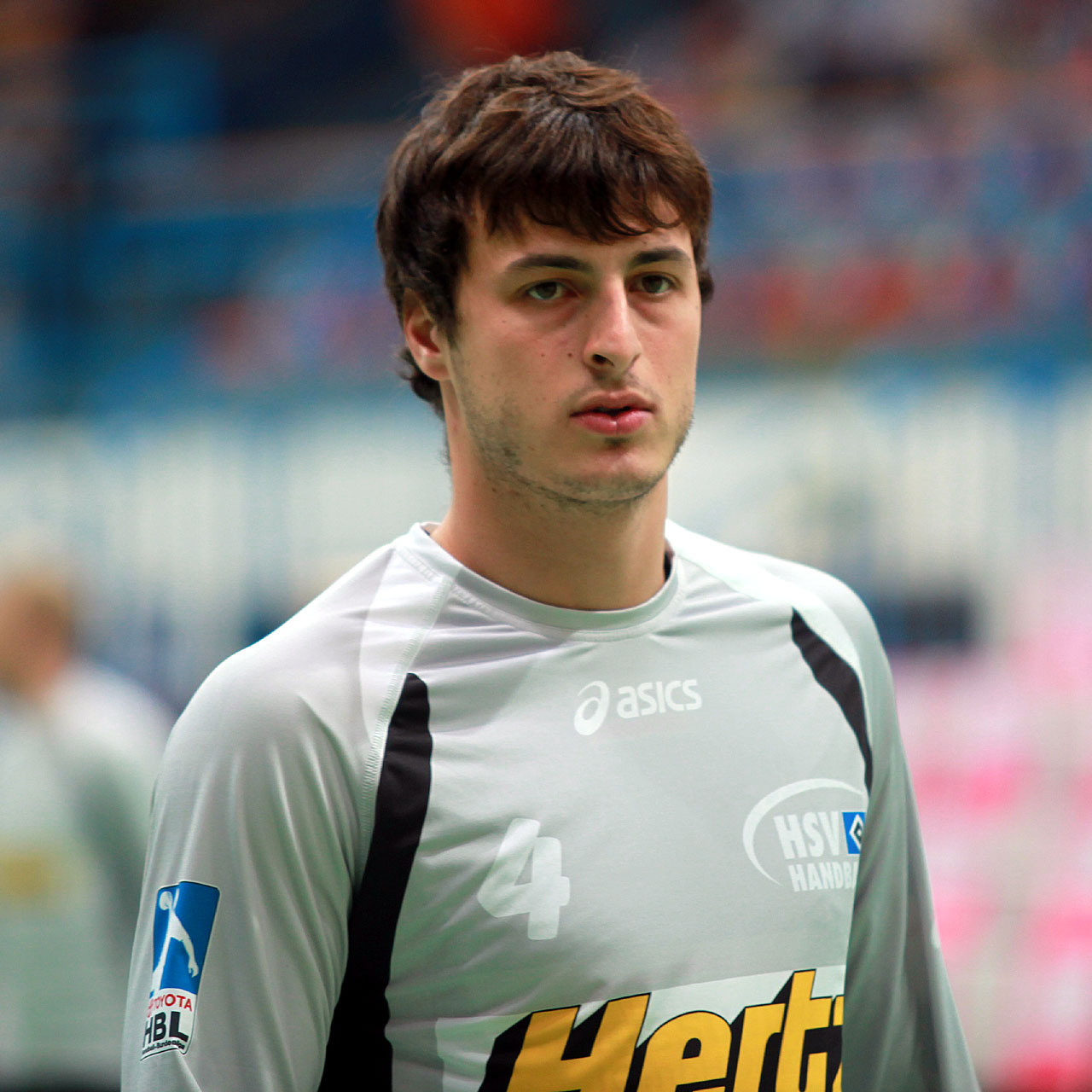
Domagoj Duvnjak in seiner ersten Saison mit dem HSV Hamburg im Jahre 2009

 Mit dem HSV Hamburg gewann er kurz nach seinem Wechsel den DHB-Supercup, am Ende seiner ersten Saison den DHB-Pokal sowie 2011 die Deutsche Meisterschaft und 2013 die EHF Champions League.

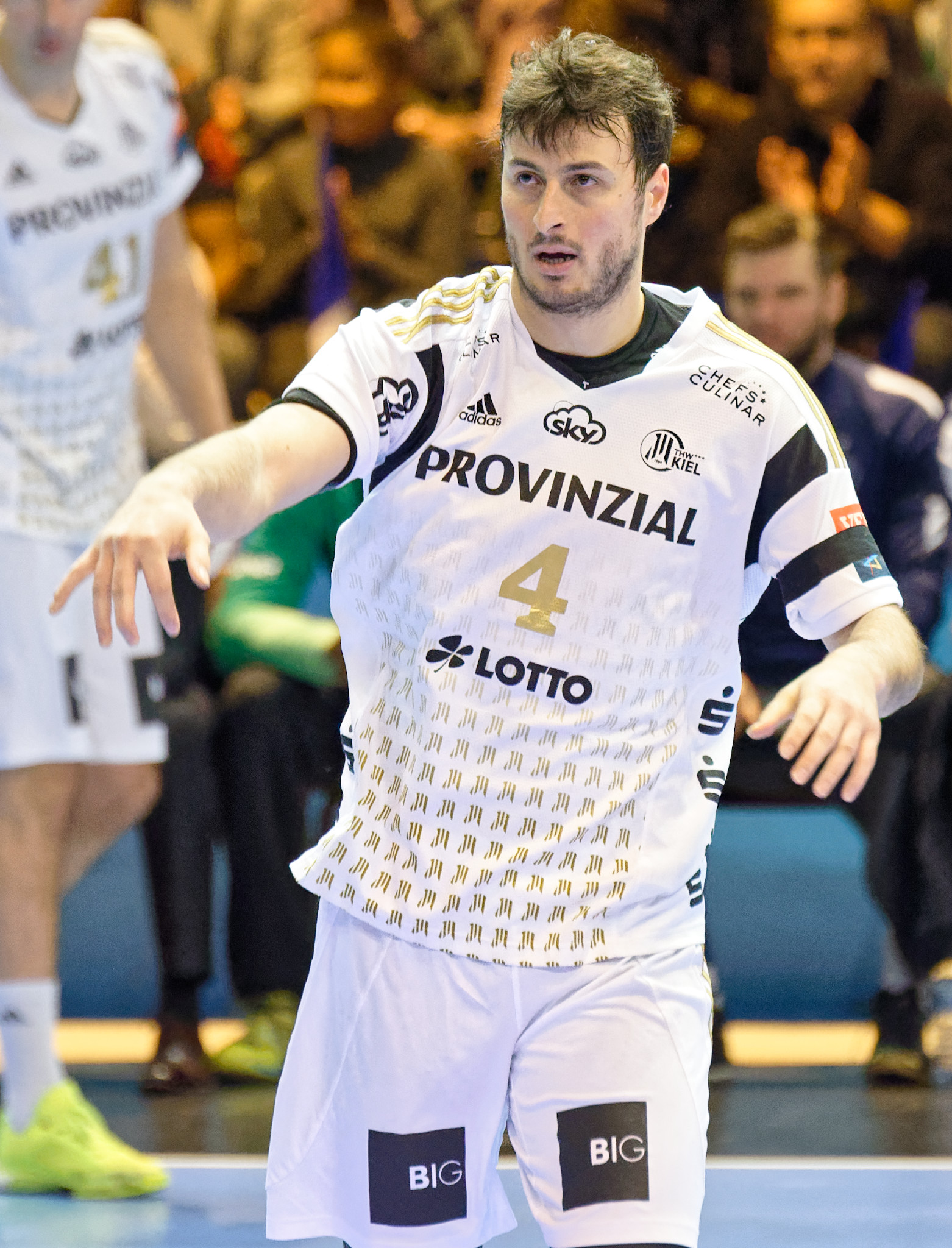
Domagoj Duvnjak im Trikot des THW Kiel (2015)

Zur Saison 2014/15 wechselte er zum THW Kiel, mit dem er 2015, 2020, 2021 und 2023 die Meisterschaft, 2020 die EHF Champions League, 2017, 2019, 2022 und 2025 den DHB-Pokal sowie 2019 den EHF-Pokal gewann. 2020 wurde er, zum zweiten Mal nach 2013, zum MVP der deutschen Bundesliga gewählt.

### Nationalmannschaft
Bereits im Alter von 17 Jahren gab Domagoj Duvnjak sein Debüt in der kroatischen Nationalmannschaft gegen Ungarn (33:30) beim Vierländer-Turnier am 13. Januar 2006 in Poreč. Bei der Europameisterschaft 2008 wurde Duvnjak mit der Nationalmannschaft Vize-Europameister. Auch bei der Weltmeisterschaft 2009 und der Europameisterschaft 2010 belegte er mit seinem Team den zweiten Platz.
Bei der Europameisterschaft 2012 konnte er die Bronzemedaille in Empfang nehmen, genauso wie bei den Olympischen Spielen 2012 in London. Bei der Weltmeisterschaft 2013 erreichte er mit Kroatien erneut den dritten Rang und wurde in das Allstar-Team berufen. Weiterhin nahm er an den Olympischen Spielen 2016 in Rio de Janeiro teil. Bei der Europameisterschaft 2020 holte er mit seinem Team die Silbermedaille und wurde zum wertvollsten Spieler (MVP) des Turniers ernannt.
Am 6. November 2021 übertraf Duvnjak mit seinem 720. Treffer den bisherigen Rekord von Mirza Džomba und ist seitdem Rekordtorschütze der kroatischen Nationalmannschaft. Am 14. Januar 2024 egalisierte er mit seinem 246. Länderspiel den Rekord von Igor Vori für die meisten Einsätze in der kroatischen Nationalmannschaft. Zwei Tage darauf wurde er mit seinem 247. Einsatz alleiniger Rekordhalter. Anfang Januar 2025 gab er bekannt, nach der Weltmeisterschaft 2025, die unter anderem in seiner Heimat Kroatien stattfand, seine Karriere in der Nationalmannschaft beenden zu wollen. Duvnjak verletzte sich früh im Turnier an der Wade und wurde in der Folge nur selten eingesetzt. Er gewann dort seine fünfte Silbermedaille. Im Finale gegen Dänemark bestritt er sein 272. und letztes Länderspiel und durfte in den letzten Sekunden sein 796. Länderspieltor erzielen.

### Erfolge
- Champions-League-Sieger 2013 und 2020
- Deutscher Meister 2011, 2015, 2020, 2021 und 2023
- DHB-Pokalsieger 2010, 2017, 2019, 2022 und 2025
- DHB-Supercup-Sieger 2009, 2010, 2014, 2020, 2021, 2022, 2023
- EHF-Pokalsieger 2019
- Kroatischer Meister 2007–2009
- Kroatischer Pokalsieger 2007–2009
- Bronzemedaille bei den Olympischen Spielen 2012
- Vize-Weltmeister 2009 und 2025
- Vize-Europameister 2008, 2010 und 2020
- Jugend-Europameister 2006

### Auszeichnungen
- Welthandballer 2013
- Kroatiens Handballer des Jahres 2012, 2013, 2014[12], 2015[13], 2020[14] und 2023[15]
- All-Star-Team Weltmeisterschaft 2013, 2017 und Europameisterschaft 2014
- MVP der Europameisterschaft 2020
- Bester Spieler der HBL Saison 2012/13[16]
- Bester Spieler der HBL Saison 2019/20[17]
- Hamburgs Sportler des Jahres 2013
- Kiels Sportler des Jahres 2023 und 2024[18]

### Bundesligabilanz
| Saison    | Verein      | Spielklasse | Spiele | Tore  | 7-Meter | Feldtore |
| --------- | ----------- | ----------- | ------ | ----- | ------- | -------- |
| 2009/10   | HSV Hamburg | Bundesliga  | 34     | 110   | 1       | 109      |
| 2010/11   | HSV Hamburg | Bundesliga  | 33     | 089   | 0       | 089      |
| 2011/12   | HSV Hamburg | Bundesliga  | 34     | 112   | 0       | 112      |
| 2012/13   | HSV Hamburg | Bundesliga  | 33     | 155   | 0       | 155      |
| 2013/14   | HSV Hamburg | Bundesliga  | 33     | 166   | 0       | 166      |
| 2014/15   | THW Kiel    | Bundesliga  | 35     | 134   | 0       | 134      |
| 2015/16   | THW Kiel    | Bundesliga  | 30     | 149   | 0       | 149      |
| 2016/17   | THW Kiel    | Bundesliga  | 23     | 095   | 0       | 095      |
| 2017/18   | THW Kiel    | Bundesliga  | 17     | 028   | 0       | 028      |
| 2018/19   | THW Kiel    | Bundesliga  | 34     | 108   | 0       | 108      |
| 2019/20   | THW Kiel    | Bundesliga  | 24     | 065   | 0       | 065      |
| 2020/21   | THW Kiel    | Bundesliga  | 37     | 130   | 0       | 130      |
| 2021/22   | THW Kiel    | Bundesliga  | 34     | 110   | 0       | 110      |
| 2022/23   | THW Kiel    | Bundesliga  | 34     | 68    | 0       | 68       |
| 2023/24   | THW Kiel    | Bundesliga  | 34     | 59    | 0       | 59       |
| 2024/25   | THW Kiel    | Bundesliga  | 30     | 90    | 0       | 90       |
| 2009–2025 | gesamt      | Bundesliga  | 499    | 1.668 | 1       | 1.667    |

Quelle: Spielerprofil bei der Handball-Bundesliga

## Privates
Domagoj Duvnjaks Vater Ivan spielte beim RK Medveščak Zagreb Handball und wurde später Handballtrainer. Auch seine Mutter, seine beiden Onkel und seine Cousins waren im Sport aktiv. Duvnjak ist verheiratet und hat drei Kinder. Seine Schwester ist mit dem kroatischen Handballer Marko Kopljar verheiratet.